# Jemerson
Jemerson de Jesus Nascimento (Jeremoabo, 24 augustus 1992) is een Braziliaans voetballer die doorgaans als centrale verdediger speelt. Hij verruilde Atlético Mineiro in januari 2016 voor AS Monaco. Jemerson debuteerde in 2017 in het Braziliaans voetbalelftal.

## Clubcarrière
Jemerson speelde in de jeugd voor AD Confiança en Atlético Mineiro. In 2012 speelde hij twaalf wedstrijden op huurbasis voor Democrata. Op 7 juli 2013 debuteerde hij in de Braziliaanse Série A tegen Criciúma EC. Op 17 mei 2015 maakte de centrumverdediger zijn eerste twee competitietreffers tegen Fluminense. Op 20 september 2015 maakte Jemerson opnieuw twee treffers in de Série A tegen Flamengo.